# Campoplex laricanae
Campoplex laricanae är en stekelart som beskrevs av Horstmann 1985. Campoplex laricanae ingår i släktet Campoplex och familjen brokparasitsteklar. Inga underarter finns listade.